# Hans Hinterreiter
Hans Hinterreiter (* 28. Januar 1902 in Winterthur; † 15. September 1989 in Santa Eulària des Riu, Ibiza) war ein Schweizer Maler und Kunsttheoretiker.
Hinterreiter studierte Mathematik und Architektur. Als Maler gehörte er der Zürcher Schule der Konkreten an und schuf geometrische Kompositionen, die auf mathematischen Abbildungen basieren. 1942 und 1947 stellte er mit der Künstlergruppe Allianz aus.
Er verfasste kunsttheoretische Schriften wie Geometrische Schönheit (1958) und Die Kunst der reinen Form (1978). Eine Stiftung in Vaduz trägt seinen Namen.